# Сукуръяун
Сукуръяун (устар. Сукур-Яун)— река в России, протекает по территории Сургутского района Ханты-Мансийского автономного округа. Устье реки находится в 304 км по правому берегу Тромъёгана. Длина реки — 173 км, площадь водосборного бассейна — 1540 км².
Высота устья — 61,4 м над уровнем моря.

## Притоки
- Ларихъяун (пр)
- Аккунъяун (пр)
- 46 км: Лопасынкояун (пр)
- 72 км: Пытяр (лв)
- 87 км: река Турынгъяун (лв)

## Данные водного реестра
По данным государственного водного реестра России относится к Верхнеобскому бассейновому округу, водохозяйственный участок реки — Обь от впадения реки Вах до города Нефтеюганск, речной подбассейн реки — Обь ниже Ваха до впадения Иртыша. Речной бассейн реки — (Верхняя) Обь до впадения Иртыша.  Код водного объекта 13011100112115200042501.